# 田鵬 (演員)
田鵬，本名田建中，台灣演員、導演和製作人。

## 生平
1966年考入台灣聯邦電影公司。郭南宏導演開拍《雲山夢回》時起用了新人田鵬和韓湘琴，隨後郭南宏開拍武俠片《一代劍王》時再以田鵬為男主角 。 1974年在台灣中華電視台（今中華電視公司）八點檔連續劇《包青天》飾演展昭最為知名。
田鵬第一部自編自導自演電影是《大惡寇》。
2006年曾聲稱計畫開拍《神探李昌鈺傳記》最終未果。

## 獎項
1969年獲第7屆金馬獎「最有希望之男星」特別獎。

## 外部連結
- 田鵬在互联网电影资料库（IMDb）上的資料（英文）